# Aconfessional
Una persona o organització aconfessional és aquella que no segueix (o no es limita a) cap confessió religiosa concreta o específica. El terme s'ha utilitzat en el context de diverses religions, com ara el jainisme, la fe bahá'í, el zoroastrisme, l'universalisme unitari, el neopaganisme, el cristianisme, l'islam, el judaisme, l'hinduisme, el budisme i la wicca. L'aconfessionalisme també s'ha utilitzat com una eina per a introduir la neutralitat en l'àgora pública quan la població prové d'un conjunt ampli i divers de creences religioses.